# Phillip Rodriguez
Phillip Rodríguez es un comediante, actor, locutor, comunicador social de la República Dominicana. Conocido por sus importantes trabajos en el Cine Dominicano así como en la Televisión Dominicana.
Como actor, ha sido parte de algunos de los programas emblemáticos de la Televisión Dominicana como "El Show del Medio Día", "Con Freddy y Punto", "Con Freddy y Milagros" trabajando junto a figuras como Freddy Beras-Goico, Milagros Germán, Manolo Ozuna, Raymond Pozo, entre otras importantes figuras del cine y la televisión nacional.  ha sido parte del elenco del programa radial "El Mañanero" actualmente tiene su programa de Radio Kapicuaradioshow y del programa de comedia de Telemicro "Titirimundaty".

## Televisión, cine y teatro
Estudió Comunicación social en la Universidad Autónoma de Santo Domingo, así como estudió en la Escuela Nacional de Arte Dramático de Bellas Artes, donde también imparte docencia.
Ha participado en una importante serie de programas de televisión y películas de la República Dominicana.
Series de Tv
| Año  | Serie                     | Personaje        |
| ---- | ------------------------- | ---------------- |
| 1997 | El Hombre del Sombrero    | ??               |
| 1997 | La Rubia del Sida         | ??               |
| 1997 | Mambé                     | ??               |
| 1997 | Muerto... por Muelú       | ??               |
| 1997 | Una Reina en Las Américas | ??               |
| 1997 | Adopción Mortal           | Él Mismo         |
| 1998 | Víctimas del Poder        | ??               |
| 1999 | Al filo de la vida        | ??               |
| 2018 | Rubirosa                  | Héctor Benavente |
| 2019 | La Última Esposa          | ??               |

Películas
| Año  | Película                     | Personaje |
| ---- | ---------------------------- | --------- |
| 2003 | Perico Ripiao                | Manuel    |
| 2008 | Omar (corto)                 | Atracador |
| 2012 | Lío de Falda                 | Simón     |
| 2014 | Un Lío en Dólares            | Angel     |
| 2014 | De Pez en Cuando             | Eliseo    |
| 2016 | Dos Policías en Apuros       | Watusi    |
| 2017 | Dos Compadres y una Yola     | ??        |
| 2017 | El peor comediante del mundo | Aurelio   |
| 2018 | Guzbay New York              | Mario     |

 2020 “Rubirosa 1 y 2 
| Lic. Benavente 
|} 2022
El Laberinto de Julia 
|} Coronel Blanco 
|
Tv
| Año           | Programa              | Personaje     |
| ------------- | --------------------- | ------------- |
| 1998          | El Show del Mediodía  | ??            |
| 2000          | Con Freddy y Milagros | ??            |
| 2003-2010     | Con Freddy y Punto    | ??            |
| 2011          | Sigue la Noche        | ??            |
| 2012-2013     | ¡Ahora Es!            | Los Rodríguez |
| 2013-presente | Titirimundaty         | ??            |